# Mouriri myrtilloides
Mouriri myrtilloides är en tvåhjärtbladig växtart som först beskrevs av Olof Swartz, och fick sitt nu gällande namn av Jean Louis Marie Poiret. Mouriri myrtilloides ingår i släktet Mouriri och familjen Melastomataceae.

## Underarter
Arten delas in i följande underarter:
- M. m. acuta
- M. m. orinocensis
- M. m. parvifolia